# Anglický pávík
Anglický pávík, (Colimba livia F. domestica) častěji pouze pávík, je okrasné plemeno holuba domácího vyznačující se krátkým a zaobleným tělem, dlouhým, esovitým krkem s hlavou spočívající až na horních ocasních krovkách a kolmo vztyčeným ocasem, který je rozprostřen do plochého vějíře. Je to nejoblíbenější a nejrozšířenější plemeno strukturových holubů. V seznamu plemen EE se řadí právě do plemenné skupiny strukturových holubů a je zapsán pod číslem 0606.

## Historie
Pávík je plemeno velmi staré. Pochází z východní Indie, odkud byl do Evropy přivezen v polovině 16. století. Nejprve se choval v Holandsku a v Anglii, přičemž v Anglii byl vyšlechtěn do víceméně současné podoby.
Postupem času vznikly dva odlišné typy anglického pávíka: Skotský a londýnský. Skotský pávík, jemnější a ušlechtilejší konstituce, se prosadil v kontinentální Evropě a byl dále zušlechťován především v Německu, zatímco londýnský pávík, pávík větší s velkým vějířem, se začal chovat ve Spojených státech a v Kanadě.
Rozdíly mezi těmito rázy pávíků se postupně prohlubovaly. Pro evropský typ pávíka byl typický tzv. účes, rozvolněné paprsky na koncích ocasních per. a byl v porovnání s americkým typem relativně útlý, s vyšším postojem. Americký pávík je menší, s hlubokou a ze všech stran oblou postavou. Už od 50. let 20. století se proto do Evropy dováželi i pávíci ze Severní Ameriky a zušlechťovaly se jimi pávíci evropští. Postupně tak docházelo nejen k zakulacování tělesných tvarů, ale i k mizení účesu. Moderní evropský pávík je nyní do značné míry nahrazen americkým typem.

## Charakteristika
Pávík je plemeno se značně změněným tvarem těla oproti divokému holubovi skalnímu. Je to drobný holoubek s krátkou a plně zaoblenou postavou a vpřed vyklenutou hrudí. V postoji stojí na špičkách prstů, a hlavu nese tak zakloněnou, že ta leží na horních ocasních krovkách a dotýká se kolmého, vějířovitého ocasu.
Hlava pávíka je malá, jemná a hladká, bez jakýchkoliv pernatých ozdob. Oči jsou většinou perlové, bílí holubi mají oči vikvové, v některých vzornících se toleruje i oranžová či žlutá barva duhovky. Obočnice jsou úzké a jemné. Krk je dlouhý, jeho délka odpovídá délce hřbetu, je esovitě zahnutý a v postoji je zakloněný na hřbet tak, že záhlavím leží na přední podušce vějíře a mezi hřbetem a krkem není žádná mezera. Pro pávíky je typický potřes krku, ale u moderního pávíka tento znak mizí. Hruď je co nejširší, pozdviženě nesená a dopředu klenutá. Při pohledu z boku je linie vedoucí z krku před prsa a hruď až k nohám nepřerušená. Hřbet je krátký, skloněný dozadu, křídla jsou široká, ale krátká, letky jsou nesené pod krajními rýdovacími pery a téměř se dotýkají země. Nohy jsou velice krátké.
Ocas je přeměněn v kruhový, široký, plochý a dobře uzavřený vějíř. Ten je tvořený co největším počtem rýdovacích per, bývá jich až 42. Rýdovací pera jsou dlouhá a široká, vzájemně se překrývají a přiléhají jedno na druhé, krajní pera se oboustranně lehce dotýkají země. Z bočního pohledu je ocas nesený kolmo k zemi. Je doplněn bohatě vyvinutými horními a dolními ocasními krovkami, které tvoří podušky které vpředu i vzadu vějíř kryjí a podpírají. Vějíř je doplněn účesem, uvolněnými paprsky praporů konců rýdovacích per.
Opeření je husté, pevné a široké a pomáhá opticky zakulacovat postavu. Chová se ve velkém množství barevných i kresebných rázů. Nejčastěji je bílý a celobarevný v základních řadách všech barev. Dále existuje ráz červený a žlutý plnobarevný, mléčný především v modré a stříbřité barvě a červená a žlutá lentová. V kombinacích s bílou barvou jsou pávíci bělohrotí, s bílými krajními letkami, běloocasí s bílým ocasem včetně podušek, bílí barevnoocasí, kteří mají barevný pouze ocas, opět včetně podušek, štítníci, bílí pávíci s barevnými křídelními štíty, a pávíci stříkaní a strakové, ti však mají ocas vždy barevný.
Anglický pávík je špatný letec a hodí se především do voliérového chovu. Není chovatelsky náročný a dobře odchovává holoubata. Používá se též v chovu sportovních rejdičů jako tzv. dropper, jeho vypuštěním se hejno rejdičů láká ke společnému usednutí.

## Galerie

### Pávíci v minulosti

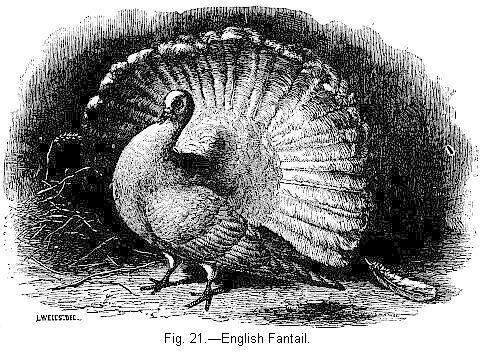
Ilustrace anglického pávíka v Darwinově knize Variace zvířat a rostlin vlivem domestikace
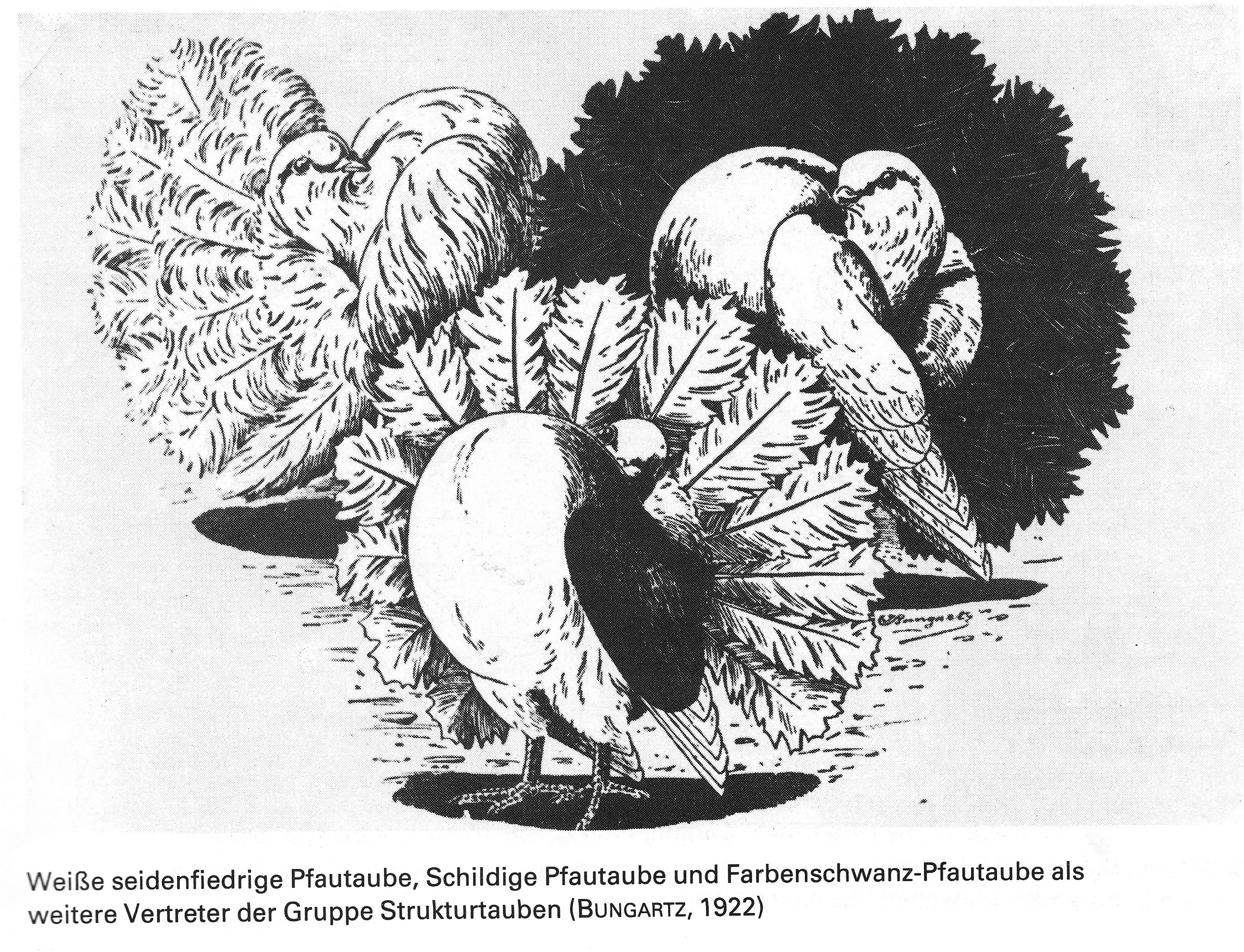
Kresba pávíka z roku 1922: pávík bílý, černoocasý a černý štítník
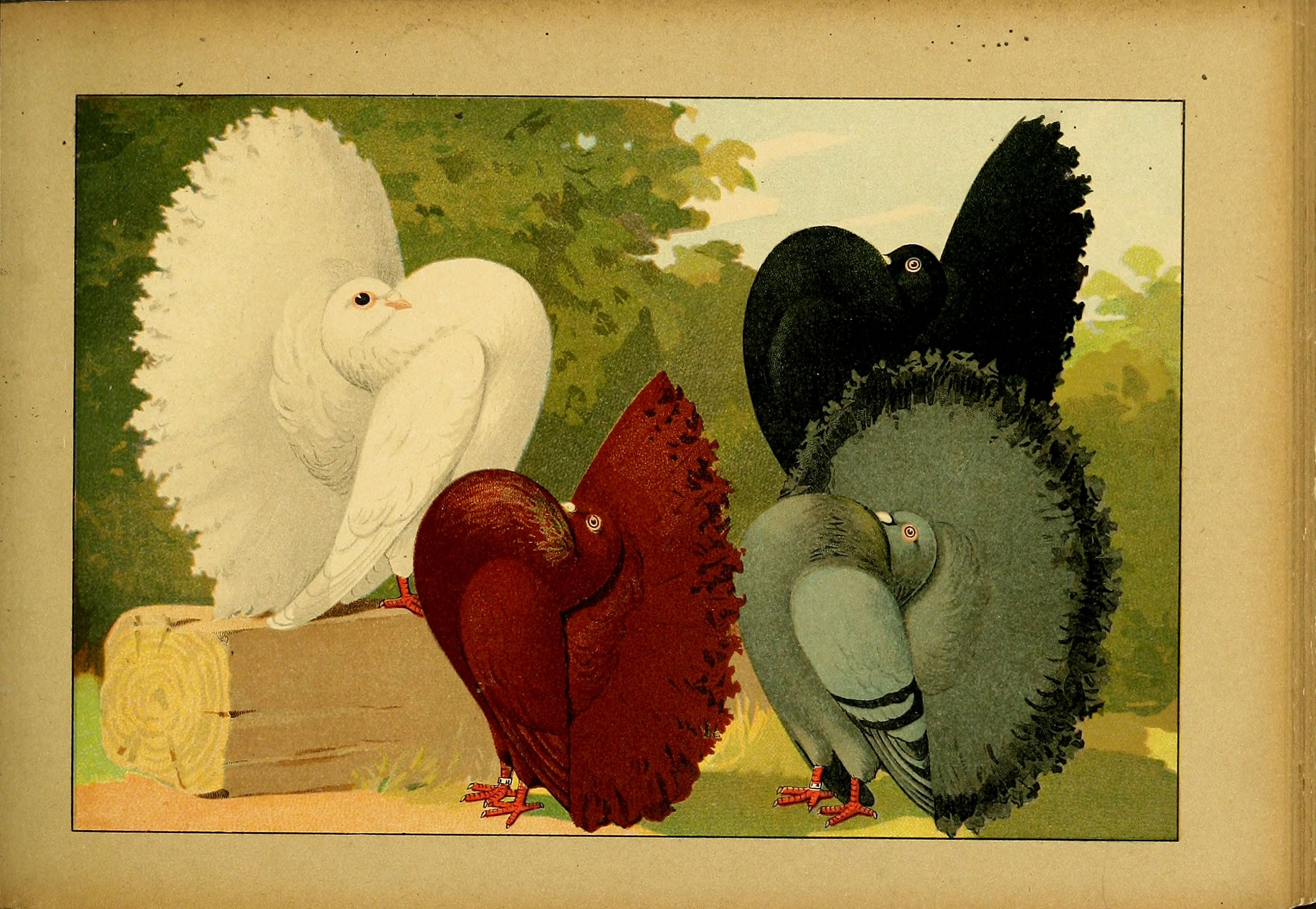
Kresba pávíků v roku 1906: pávík bílý, plnobarevný červený, modrý pruhový a celobarevný černý

### Moderní pávíci

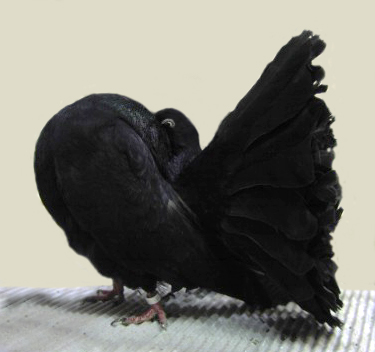
Anglický pávík celobarevný černý
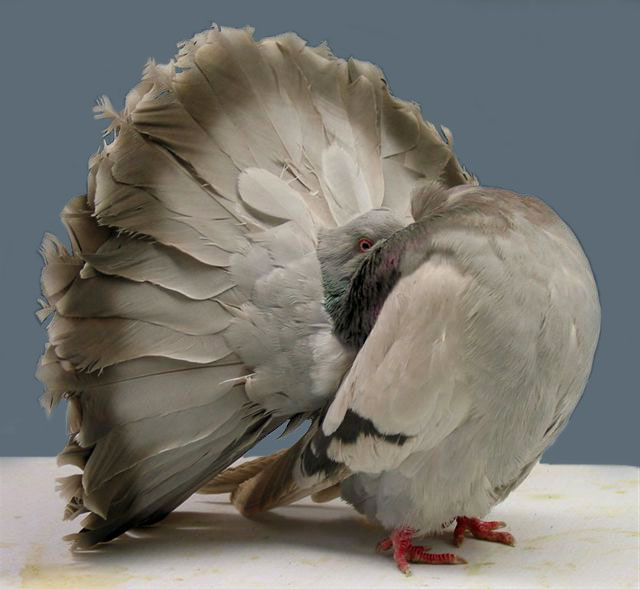
Anglický pávík stříbřitý pruhový
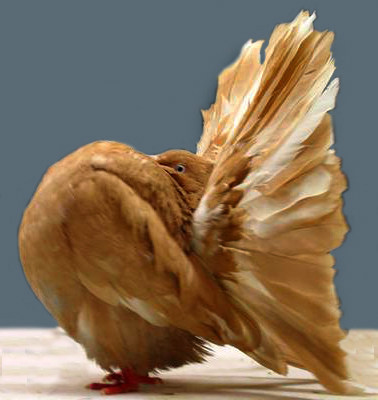
Anglický pávík plnobarevný žlutý
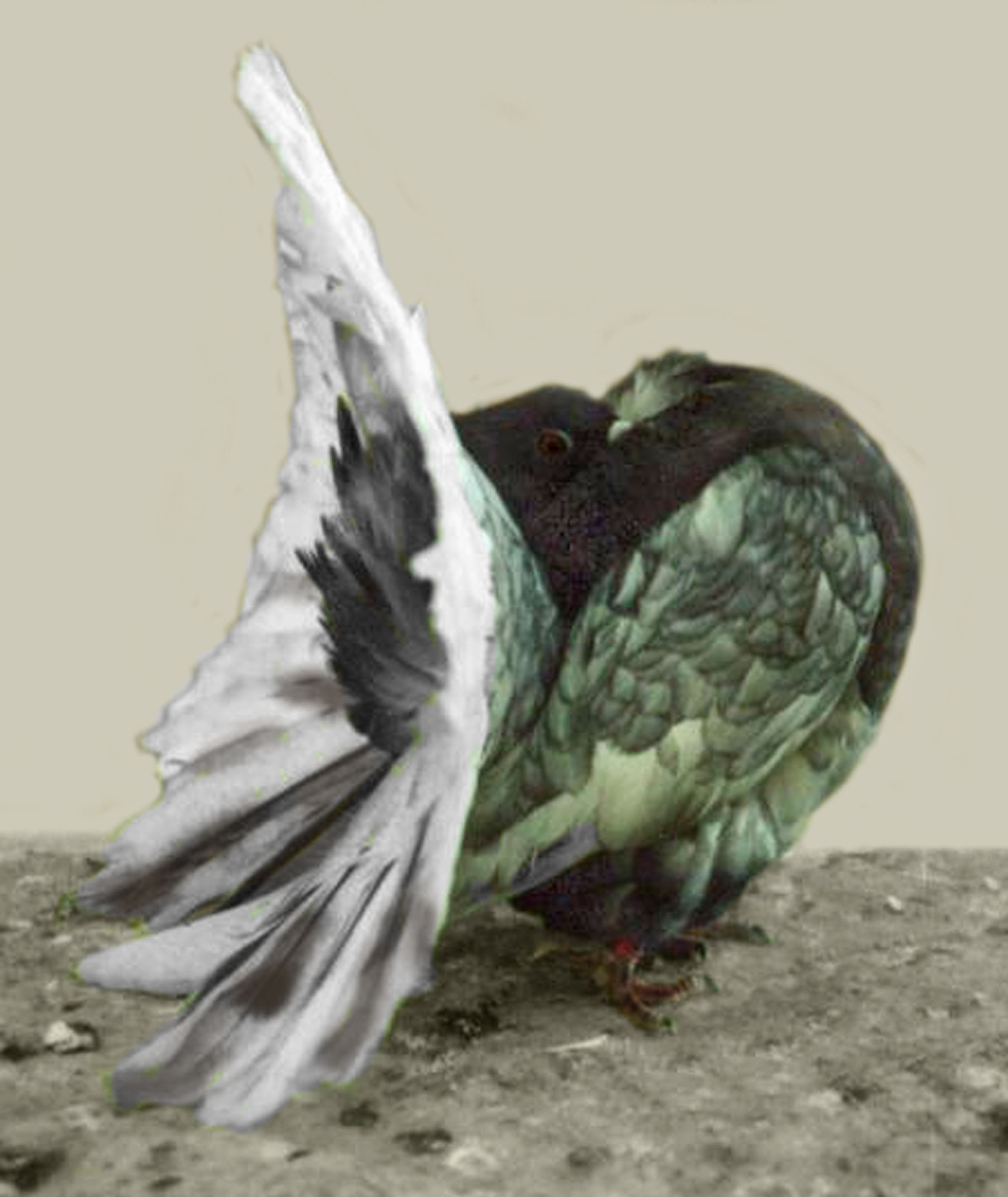
Anglický pávík andaluský modrý
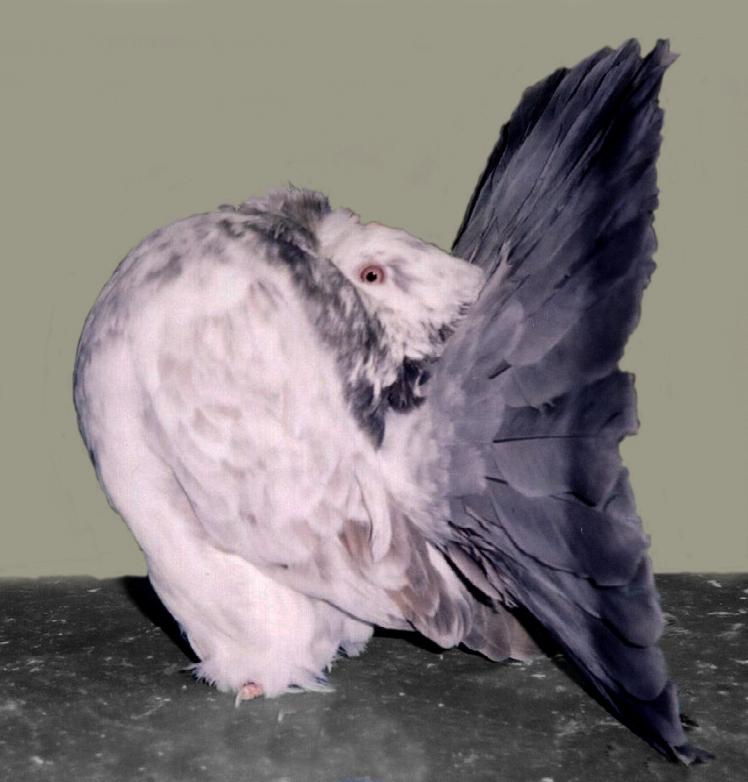
Anglický pávík modrý bělouš

### Pávíci starého typu

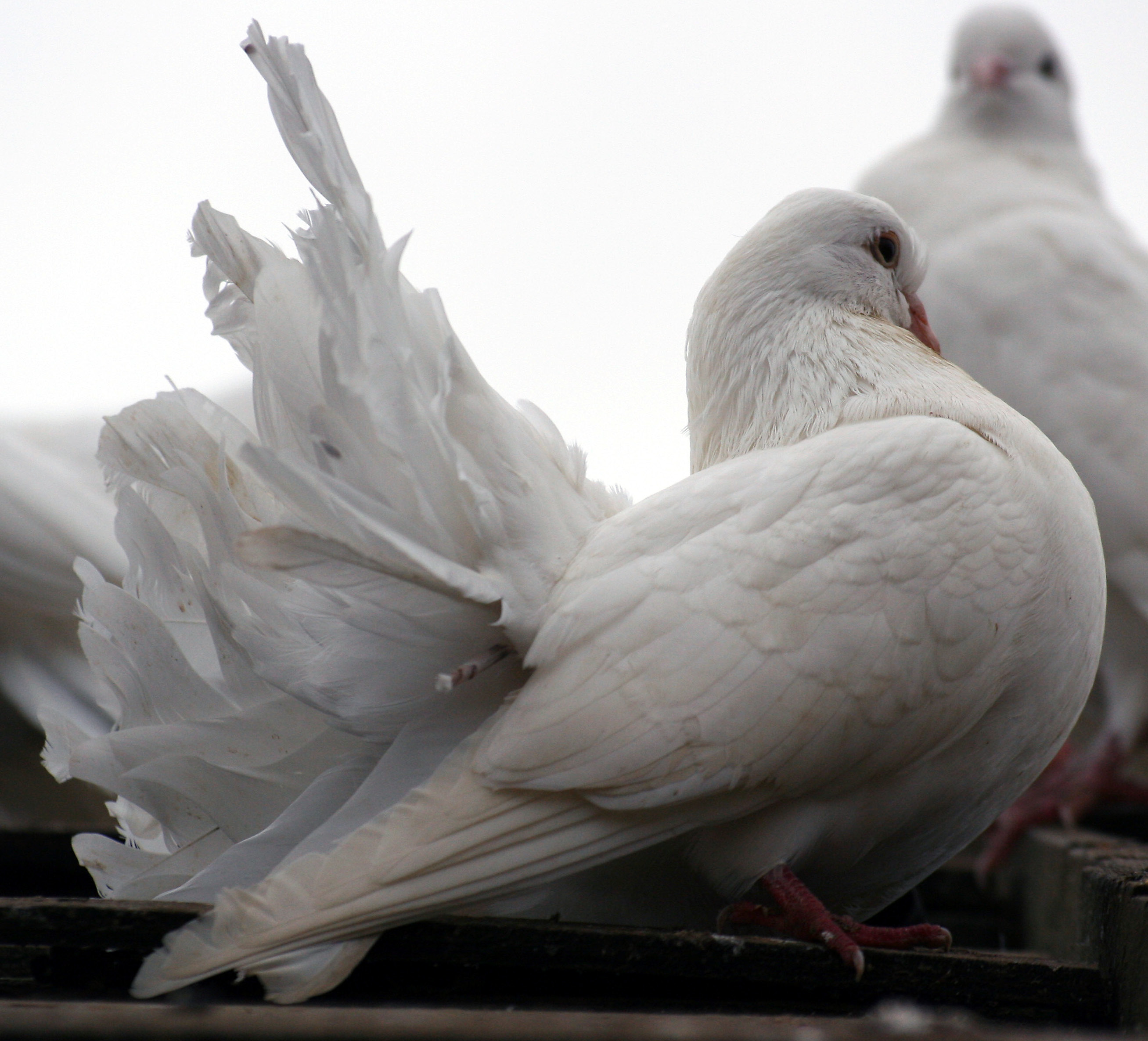
Anglický pávík bílý
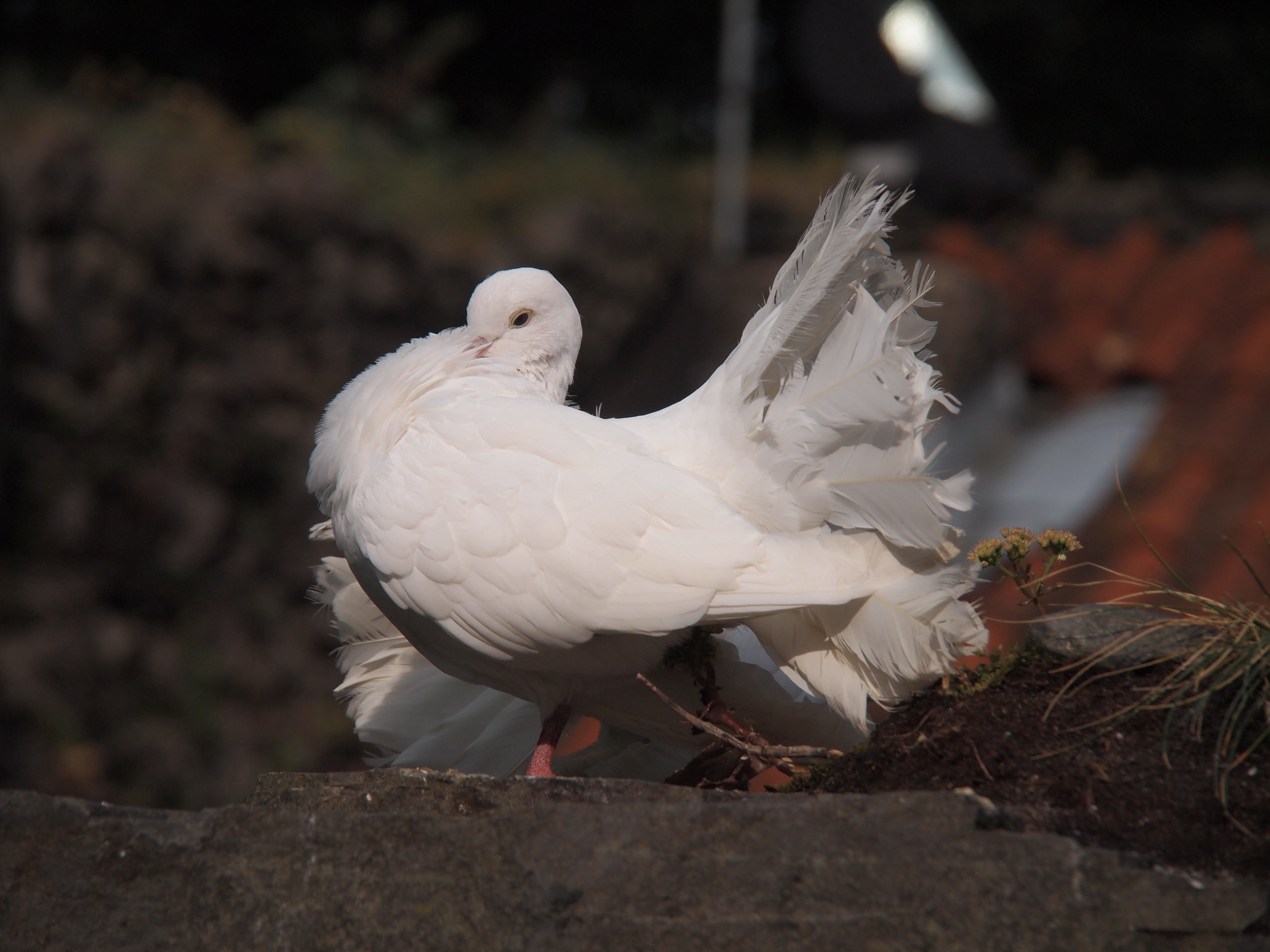
Anglický pávík bílý